# Thomas Sunnegårdh
Thomas Sunnegårdh, född 11 juli 1949, är en svensk operasångare (tenor).
Sunnegårdh är utbildad vid Kungliga Musikhögskolan i Stockholm (pianoklassen,utexaminerad musikdirektör) och Operahögskolan i Stockholm. Debuten skedde 1982 i Benjamin Brittens Albert Herring på Kungliga Operan.
- Andra roller som han gjort vid samma teater är:Titelrollerna i Siddharta, Taverner och Fra Diavolo, Don Ottavio i Don Giovanni, Tamino i Trollflöjten, Gustaf III i Maskeradbalen, Flamand i Capriccio, Erik i Den flygande holländaren, Titelrollerna i Lohengrin och Tannhäuser, Tristan i Tristan och Isolde, Loge i Rhenguldet , Paul i Die tote Stadt och Herodes i Salome.

Har även sjungit på Göteborgsoperan och i ett flertal storstäder; Köpenhamn, Helsingfors, Berlin, München, Köln, Frankfurt, Stuttgart, Düsseldorf, Wien, Paris, Bordeaux, Bryssel, London, Moskva, Tokyo och San Francisco.
Hans far var sångpedagogen och kyrkomusikern Arne Sunnegårdh och hans halvsyster är sopranen Erika Sunnegårdh.

## Priser och utmärkelser
- 1986 – Jussi Björlingstipendiet

## Diskografi
- Händel, George Frideric, Belshazzar : oratorio in three acts. Concentus musicus. Dir. Nikolaus Harnoncourt. Teldec 0630-10275-2. Svensk mediedatabas.
- Paul i Korngold, Die tote Stadt. Kungliga hovkapellet. Dir Leif Segerstam. Naxos 8.660060-1. Svensk mediedatabas.
- Wagner, Froh i Das Rheingold. Cleveland Orchestra. Dir. Christoph von Dohnányi. Decca 443 690-2. Svensk mediedatabas.
- Wagner, Titelrollen i Lohengrin. Med MariAnne Häggander, Berit Lindholm. Kungliga hovkapellet. Dir. Siegfried Köhler. House of Opera CD82063.
- Nine Swedish composers. Caprice CAP 1121. Svensk mediedatabas.
- Lindblad, Josephson, Choir music. Dir. Anders Eby. Proprius/Music Sveciae : PRCD 9116/MSCD 517. Svensk mediedatabas.
- Gaudeat Upsalia. Joculatores Upsalienses m.fl. Uppsala domkyrkokör. Dir. Rudolf Löfgren. Arr lps-14. Svensk mediedatabas.
- Högkomikern sandon i Blomdahl, Karl-Birger, Aniara. Med Lena Hoel, Björn Haugan, Erik Saedén, Jerker Arvidson m.fl. The Swedish Radio Symphony Orchestra. Dir. Stig Westerberg. Caprice CAP 2016. (2 LP). Svensk mediedatabas.